# Trabajo medio simple
El trabajo medio simple fue denominado por Karl Marx en su obra El Capital  como a aquel trabajo que «todo hombre común, sin necesidad de un desarrollo especial, posee en su organismo corporal».
Marx aclaró que el carácter del trabajo medio simple depende del contexto social en que se dé. No es lo mismo, por ejemplo, el trabajo medio simple en un país industrializado que en un país semifeudal o en una comunidad primitiva.
- Datos: Q6151349